# ヨコヤマコーポレーション
 株式会社ヨコヤマコーポレーション （英: Yokoyama Corporation）は、岡山県岡山市に本社を置く、レストラングループである。弁当店「ほっかほっか亭」、ハンバーグ店「びっくりドンキー」などをフランチャイズ展開する。

## 沿革
会社沿革
- 1976年 - CVSタウンストアーを創業。
- 1984年 - テイクアウト事業（「ほっかほっか亭」）へ参入。
- 1985年 - 有限会社ヨコヤマフーズを設立。
- 1989年 - 有限会社ハローパセリを設立
- 1991年 - 有限会社ヨコヤマフーズと有限会社ハローパセリを統合し、株式会社ヨコヤマコーポレーションを設立。
- 1991年 - 回転寿司「マリンポリス」へ参入。
- 1996年 - ハンバーグレストラン「びっくりドンキー」へ参入。
- 1997年 - 大型和食レストランへ参入。
- 1999年 - イオンモール倉敷へ回転寿司「魚や一幸」を開店。
- 2006年 - 大衆食堂事業（「まいどおおきに食堂」）へ参入。
- 2010年 - 中華料理「大阪王将」へ参入。

## 店舗
びっくりドンキー（FC）
- 青江店
- 倉敷インター店[2]

大阪王将（FC）
- 岡山浜野店[3]

まいどおおきに食堂（FC）
- 平島食堂[4]

ほっかほっか亭（FC）
- 三幡店
- 西大寺新橋店
- 新保店
- 日生店

### かつて存在した店舗
魚や一幸
- イオンモール倉敷店